# Open de Grande-Bretagne de snooker 2025
L'Open de Grande-Bretagne 2025 est un tournoi de snooker classé comptant pour la saison 2025-2026.
L'épreuve se tient du 22 au 28 septembre 2025 à la salle The Centaur de Cheltenham, en Angleterre. Elle est organisée par la WPBSA.

## Déroulement

### Contexte avant le tournoi
Le trophée est nommé d'après Clive Everton, journaliste et commentateur de snooker pendant plus de 50 ans, décédé en 2024, introduit au Snooker Hall of Fame en 2017 et nommé à l'Ordre de l'Empire britannique en 2019.
Le tenant du titre est Mark Selby, il s'était imposé l'an passé contre John Higgins 10-5 en finale.
Le format adopté pour cette épreuve diffère du format utilisé lors des tournois habituels ; un tirage au sort est effectué après chaque tour, comme pour le Shoot-Out. Cela donne la possibilité d'avoir des affrontements entre les têtes de série dès les premiers matchs.

## Dotation
La répartition des prix est la suivante :
- Vainqueur : 100 000 £
- Finaliste : 45 000 £
- Demi-finalistes : 20 000 £
- Quart de finalistes : 12 000 £
- 8es de finalistes : 9 000 £
- 16es de finalistes : 6 000 £
- 32es de finalistes : 3 000 £
- Meilleur break : 5 000 £

Dotation totale : 502 000 £

## Qualifications
Ces matchs ont lieu du 25 au 28 juin 2025 à la Mattioli Arena de Leicester, en Angleterre, hormis les matchs des seize têtes de série qui se déroulent à la salle The Centaur de Cheltenham le 22 septembre 2025. Ils sont tous disputés au meilleur des sept manches.
| Jonas Luz             | 1-4 | Ka Wai Cheung         |
| Yuan Sijun            | 4-3 | Jamie Jones           |
| Marco Fu              | 4-3 | Stephen Maguire       |
| Elliot Slessor        | 2-4 | Jackson Page          |
| Jimmy Robertson       | 3-4 | Ryan Davies           |
| Haris Tahir           | 4-3 | Ken Doherty           |
| Jimmy White           | 2-4 | Liam Davies           |
| Ashley Carty          | 4-2 | Alexander Ursenbacher |
| Louis Heathcote       | 4-3 | Jordan Brown          |
| Jack Lisowski         | 4-3 | Liam Highfield        |
| Ishpreet Singh Chadha | 2-4 | Scott Donaldson       |
| Wang Yuchen           | 3-4 | Mitchell Mann         |
| Kreishh Gurbaxani     | 2-4 | Chang Bingyu          |
| Lyu Hongyu            | 4-0 | Ng On-yee             |
| Xu Si                 | 4-0 | Florian Nüßle         |
| Steven Hallworth      | 0-4 | Sunny Akani           |
| Fergal Quinn          | 2-4 | Gao Yang              |
| He Guoqiang           | 4-0 | Farakh Ajaib          |
| Liam Pullen           | 3-4 | Ben Mertens           |
| Michał Szubarczyk     | 3-4 | Umut Dikme            |
| Ryan Day              | 2-4 | Stuart Bingham        |
| David Lilley          | 4-2 | Liam Graham           |
| Gong Chenzhi          | 1-4 | Jak Jones             |
| Chris Totten          | 0-4 | Antoni Kowalski       |
| Noppon Saengkham      | 4-1 | Liu Wenwei            |
| Huang Jiahao          | 2-4 | Matthew Stevens       |
| Robbie McGuigan       | 4-2 | Lyu Haotian           |
| Stan Moody            | 4-2 | Zhou Yuelong          |
| Bai Yulu              | 4-2 | Artemijs Žižins       |
| Yao Pengcheng         | 1-4 | Sam Craigie           |
| Martin O'Donnell      | 4-1 | Sahil Nayyar          |
| Ricky Walden          | 2-4 | Joe O'Connor          |

| Oliver Lines    | 4-1 | Stuart Carrington  |
| Leone Crowley   | 4-0 | Hatem Yassen       |
| Connor Benzey   | 2-4 | Iulian Boiko       |
| Matthew Selt    | 4-0 | David Gilbert      |
| Lei Peifan      | 4-0 | Mateusz Baranowski |
| Long Zehuang    | 4-3 | Thepchaiya Un-Nooh |
| Mink Nutcharut  | 1-4 | Amir Sarkhosh      |
| Oliver Brown    | 2-4 | Xu Yichen          |
| Lan Yuhao       | 1-4 | Reanne Evans       |
| Fan Zhengyi     | 2-4 | Robert Milkins     |
| Zak Surety      | 4-2 | Zhao Hanyang       |
| Robbie Williams | 1-4 | Bulcsú Révész      |
| Anthony McGill  | 4-3 | Dylan Emery        |
| Ian Burns       | 4-1 | Michael Holt       |
| Julien Leclercq | 2-4 | Ben Woollaston     |
| Allan Taylor    | 4-2 | Chatchapong Nasa   |
| Barry Hawkins   | -   | Daniel Wells       |
|                 | -   | Zhao Xintong       |
| Judd Trump      | -   | Aaron Hill         |
| Sanderson Lam   | -   | Ronnie O'Sullivan  |
| Pang Junxu      | -   | Wu Yize            |
| Tom Ford        | -   | Neil Robertson     |
| Jiang Jun       | -   | Mark Allen         |
| Kyren Wilson    | -   | Chris Wakelin      |
| David Grace     | -   | Mark Selby         |
| Ross Muir       | -   | Shaun Murphy       |
| Xiao Guodong    | -   | Haydon Pinhey      |
| Mark Williams   | -   | Si Jiahui          |
| Zhang Anda      | -   | Duane Jones        |
|                 | -   | Ali Carter         |
| John Higgins    | -   | Mark Davis         |
| Gary Wilson     | -   | Hossein Vafaei     |

## Tableau principal

### 32esde finale
Les matchs sont disputés au meilleur des sept manches.
| – – – – – – – – – – – – – – – – | – – – – – – – – – – – – – – – – |

### 16esde finale
Les matchs sont disputés au meilleur des sept manches.
| – – – – – – – – | – – – – – – – – |

### 8esde finale
Les matchs sont disputés au meilleur des sept manches.

### Quarts de finale
Les matchs sont disputés au meilleur des neuf manches.

### Demi-finales
Les matchs sont disputés au meilleur des onze manches.

### Finale
| Finale au meilleur des 19 manches Arbitre : |                          |
|                                             | - ( - )                  |
|                                             | Centuries Meilleur break |
| ? remporte l'Open de Grande-Bretagne 2025   |                          |